# Masahiro Fukuda
Masashiro Fukuda (giapponese: 福田 正博; Yokohama, 27 dicembre 1966) è un ex calciatore giapponese, di ruolo attaccante.

## Carriera

### Club
Tra il 1989 ed il 2002 ha giocato solo con la maglia dell'Urawa Red Diamonds, segnando 143 goal in 287 partite.

### Nazionale
Con la Nazionale giapponese ha segnato 9 reti in 45 partite giocate.

## Palmarès

### Nazionale
- Coppa d'Asia: 1

1992